# Cyclotelus nigroflamma
Cyclotelus nigroflamma är en tvåvingeart som beskrevs av Walker 1850. Cyclotelus nigroflamma ingår i släktet Cyclotelus och familjen stilettflugor. Inga underarter finns listade i Catalogue of Life.